# Boxe aux Jeux asiatiques de 2006
Navigation
Édition précédente Édition suivante
Les compétitions de boxe anglaise des Jeux asiatiques 2006 se sont déroulées du 2 au 13 décembre au complexe sportif Aspire Hall 5 à Doha, Qatar. Des boxeurs représentants 32 délégations se sont affrontés dans 11 catégories de poids différentes.

## Pays participants
| - Afghanistan - Arabie saoudite - Chine - Taipei chinois - Corée du Nord - Corée du Sud - Émirats arabes unis - Inde - Iran - Irak - Japon - Jordanie - Kazakhstan - Koweït - Kirghizistan - Laos | - Liban - Macao - Malaisie - Mongolie - Népal - Ouzbékistan - Pakistan - Philippines - Qatar - Sri Lanka - Syrie - Tadjikistan - Thaïlande - Timor oriental - Turkménistan - Viêt Nam |

## Résultats

### Podiums
| Catégories                  | Or                   | Argent                     | Bronze                                  |
| Poids mi-mouches (-48 kg)   | Zou Shiming          | Suban Pannon               | Godfrey Castro Hong Moo-won             |
| Poids mouches (-51 kg)      | Violito Payla        | Somjit Jongjohor           | Katsuaki Susa Yang Bo                   |
| Poids coqs (-54 kg)         | Joan Tipon           | Han Soon-chul              | Enkhbatyn Badar-Uugan Worapoj Petchkoom |
| Poids plumes (-57 kg)       | Bahodirjon Sooltonov | Zorigtbaataryn Enkhzorig   | Galib Dzhafarov Kim Song-guk            |
| Poids légers (-60 kg)       | Hu Qing              | Uranchimegiin Mönkh-Erdene | Genebert Basadre Bekzod Khidirov        |
| Poids super-légers (-64 kg) | Manus Boonjumnong    | Shin Myung-hoon            | Dilshod Mahmudov Serik Sapiyev          |
| Poids welters (-69 kg)      | Bakhyt Sarsekbayev   | Angkhan Chomphuphuang      | Mohammad Sattarpour Hanati Silamu       |
| Poids moyens (-75 kg)       | Elshod Rasulov       | Bakhtiyar Artayev          | Vijender Singh Zhang Jianting           |
| Poids mi-lourds (-81 kg)    | Jahon Qurbonov       | Song Hak-sung              | Mehdi Ghorbani Huzam Nabaah             |
| Poids lourds (-91 kg)       | Ali Mazaheri         | Jasur Matchanov            | Naser Al Shami Dmitriy Gotfrid          |
| Poids super-lourds (+91 kg) | Rustam Saidov        | Mukhtarkhan Dildabekov     | Jasem Delavari Varghese Johnson         |

### Tableau des médailles
| Place | Pays              | Médaille d'or, Asie | Médaille d'argent, Asie | Médaille de bronze, Asie | Total |
| ----- | ----------------- | ------------------- | ----------------------- | ------------------------ | ----- |
| 1     | Ouzbékistan       | 3                   | 1                       | 2                        | 6     |
| 2     | Chine             | 2                   | 0                       | 3                        | 5     |
| 3     | Philippines       | 2                   | 0                       | 2                        | 4     |
| 4     | Thaïlande         | 1                   | 3                       | 1                        | 5     |
| 5     | Kazakhstan        | 1                   | 2                       | 3                        | 6     |
| 6     | Iran              | 1                   | 0                       | 3                        | 4     |
| 7     | Tadjikistan       | 1                   | 0                       | 0                        | 1     |
| 8     | Corée du Sud      | 0                   | 3                       | 1                        | 4     |
| 9     | Mongolie          | 0                   | 2                       | 1                        | 3     |
| 10    | Inde              | 0                   | 0                       | 2                        | 2     |
| 11    | Japon             | 0                   | 0                       | 1                        | 1     |
| 11    | Corée du Nord     | 0                   | 0                       | 1                        | 1     |
| 11    | Qatar             | 0                   | 0                       | 1                        | 1     |
| 11    | Syrie             | 0                   | 0                       | 1                        | 1     |
| Total | 14 pays médaillés | 11                  | 11                      | 22                       | 44    |